# 丝裂沙参
丝裂沙参（学名：Adenophora capillaris）是桔梗科沙参属的植物，是中国的特有植物。分布在中国大陆的陕西、贵州、湖北、四川等地，生长于海拔1,400米至2,800米的地区，多生于林下及林缘草地中，目前尚未由人工引种栽培。

## 别名
龙胆草、泡参

## 异名
- Adenophora capillaris Hemsl. ssp. leptosepala (Diels) Hong
- Adenophora leptosepala Diels var. linearifolia C. Y. Wu